# Inspection (téléfilm)
Pour plus de détails, voir Fiche technique et Distribution.
Inspection (Inspekcja) est une pièce de théâtre télévisée polonaise diffusée en 2018, réalisée par Jacek Raginis Królikiewicz, à propos des tentatives des soviétiques de recruter des officiers polonais dans les camps de Kozelsk, Starobielsk et Ostashkov durant la Seconde Guerre mondiale.

## Synopsis
Le recrutement des officiers polonais dans les camps de l'URSS est confié à Vasily Zarubin (en). Cet officier soviétique profite de la situation tragique des prisonniers pour les pousser à coopérer avec les communistes.

## Fiche technique
- Titre international : Inspection
- Titre polonais original : Inspekcja
- Réalisation : Jacek Raginis Królikiewicz
- Scénario : Grzegorz Królikiewicz, Jacek Raginis Królikiewicz
- Musique : Michał Lorenc
- Décors : Marian Zawaliński
- Photographie : Adam Bajerski
- Consultants : Witold Wasilewski (pl), Nikołaj Iwanow (pl)
- Durée : 88 minutes
- Pays de production :  Pologne
- Date de diffusion : 9 avril 2018[2], dans la série Teatr Telewizji (pl) sur Telewizja Polska

## Distribution
- Mariusz Ostrowski (pl) : major Vasily Zarubin
- Piotr Głowacki : Joseph Staline
- Zygmunt Malanowicz (pl) : général Henryk Minkiewicz (pl)
- Sławomir Sulej (pl) : Lavrenti Beria
- Przemysław Bluszcz (pl) : Nikolaï Iejov
- Marcin Kwaśny (pl) : Stanisław Swianiewicz (pl)
- Radosław Pazura (pl) : Wacław Komarnicki (pl)
- Piotr Seweryński (pl) : colonel Tadeusiak
- Michał Staszczak (pl) : Ryszard
- Zbigniew Moskal (pl) : Père Ziółkowski (pl)
- Michał Barczak : Pietrow
- Dariusz Biskupski (pl) : Ivanov
- Ireneusz Kozioł : colonel du NKVD
- Michał Szewczyk (pl) : ancien lieutenant
- Bogusław Suszka : Soprunienko
- Artur Krajewski (pl) : prisonnier
- Marcin Włodarski (pl) : adjudant Zajcew

## Récompenses
En 2018, la pièce a remporté le Grand Prix au Festival national du théâtre polonais de radio et de télévision "Dwa Teatry" (pl) à Sopot. Le jury du festival a décidé de récompenser les artistes suivants : Grzegorz Królikiewicz, Jacek Raginis-Królikiewicz, Mariusz Ostrowski, Marian Zawaliński (scénographie), Adam Bajerski (photographie) et Michał Lorenc (musique),.